# Lelu (Hiiumaa)
Koordinaten: 58° 49′ N, 22° 36′ O
Lelu ist ein Dorf (estnisch küla) in der Landgemeinde Hiiumaa (bis 2017: Landgemeinde Käina). Es liegt auf der zweitgrößten estnischen Insel Hiiumaa (deutsch Dagö).

## Beschreibung
Lelu (deutsch Lello) hat 47 Einwohner (Stand 31. Dezember 2011).
Zwischen 1884 und 1886 traten im Zeichen der Russifizierung Estlands einige örtliche Bauern zum russisch-orthodoxen Glauben über. Zunächst fanden die Gottesdienst auf dem zu Lelu gehörenden Bauernhof Matse talu statt. Ende der 1880er Jahre entstand auf dem Gebiet des Dorfes die orthodoxe Mariä-Geburt-Kirche von Kuriste. Sie gehört heute zum Dorfgebiet von Taterma.